# Stâlpeni
Stâlpeni è un comune della Romania di 5 018 abitanti, ubicato nel distretto di Argeș, nella regione storica della Muntenia.
Il comune è formato dall'unione di 6 villaggi: Livezeni, Ogrezea, Oprești, Pițigaia, Rădești, Stâlpeni.